# Matrakçı Nasuh
Matrakçı Nasuh (matrakˈtʃɯ naˈsuh, mit vollem Namen Nasuh bin Karagöz bin Abdullah el-Visokavi el-Bosnavî, bosnisch Nasuh el-Matrakči ibn Karađoz ibn Abdullah el-Visokavi el-Bosnevi, Matrakčija Nasuh Visočak, auch bekannt als Nasuh el-Silâhî; * um 1480 in Visoko, Osmanisches Reich; † etwa April 1564) war ein bosnischstämmiger osmanischer Universalgelehrter, der als Mathematiker, Lehrer, Historiker, Geograph, Kartograph, Miniaturmaler, Schriftmeister,  Janitschare und mehr diente. Er wurde aus seiner Heimat durch das System der Knabenlese nach Istanbul gebracht und ausgebildet. Dort diente er verschiedenen Sultanen und lehrte an der Enderunpalastschule.
Sein Name Matrakçı Nasuh stammt von der Sparringsart Matrak, die er erfunden hatte. Dabei üben zwei Männer mit gepolsterten Schilden und Stöcken den Schwertkampf. Wegen seiner Fähigkeiten in der Waffenkunst wurde er auch nach dem türkischen Wort Silah für Waffe Nasuh el-Silâhî genannt. Die Anhängsel el-Visokavi el-Bosnavî deuten auf seine Heimat Visoko und Bosnien.

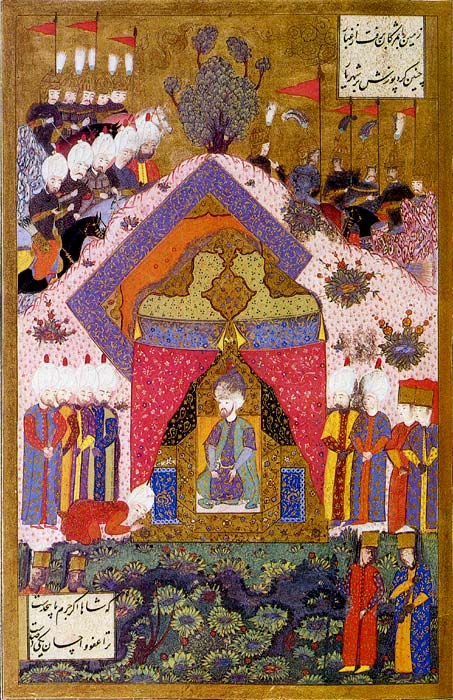
Miniatur von Matrakçı Nasuh: Süleyman I. empfängt einen Botschafter

## Leben
Obwohl Matrakçı Nasuh bosniakischer Herkunft war, kam er doch in das System der Knabenlese, die eigentlich nur für die christlichen Untertanen gedacht war. Matrakçı Nasuh durchlief eine militärische Ausbildung und war ein talentierter Janitschare, Schwertkämpfer und Schütze. Neben dem Heer diente er auch in der Marine.

### Mathematik und Geschichte
Nach einem langen Studium schrieb er 1517 sein erstes Werk Cemâlü'l-Küttâb ve Kemalü'l-Hisâb über Mathematik und Geometrie und widmete es Sultan Selim I. In einem weiteren mathematischen Werk namens Umdet-ul Hisab hatte er mit der Gittermultiplikation eine originelle Art der Multiplikation dargestellt, die dann an der Palastschule 50 Jahre lang gelehrt wurden, bevor John Napier die Methode in Europa einführte.
Er schrieb das Mecmaü't-Tevârih (1520) – eine dreibändige Übersetzung des Werkes von at-Tabarī – und erweiterte die Universalgeschichte in einem vierten Band bis 1551. Mehrere Kapitel und Ausgaben des Mecmaü't-Tevârih sind unter verschiedenen Namen erhalten. Unter anderem heißen diese Werke Tarih-i Sultan Bayezid ve Sultan Selim, Tarih-i Sultan Bayezid, Tarih-i Sultan Selim und Süleymanname. Die Süleymanname, die die Herrschaftszeit Sultan Süleymans I. behandelte, ist auch in mehreren Kapiteln überliefert: als Begleiter des Sultans Süleyman I. auf seinem persischen Feldzug schrieb er 1537 das Beyan-ı Menazil-i Sefer-ul Irakeyn und über den späteren Krieg mit Moldawien 1538 das Fetihname-i Karabuğdan. 1543 entstand das Tarih-i Feth-i Şikloş, Estergon ve İstolni Belgrad.

### Miniaturmaler und Waffenmeister
Neben diesen Werken wurde Matrakçı Nasuh auch als Miniaturmaler geschätzt. Er hatte einen natürlichen Stil, der sich auf Panoramen von Landschaften und Städten mit vielen Details konzentrierte. Sein Werk von Istanbul zeigte beinahe alle Straßen und Gebäude der Stadt. Dieser Stil wurde als Matrakçı-Stil bekannt. Das wichtigste seiner vier Werke mit seinen Miniaturen ist das Fetihname-i Karabuğdan, das vom osmanisch-persischen Krieg von 1532–55 handelt. Das Buch zeigt alle Stationen der osmanischen Armee zwischen Istanbul über Bagdad bis Täbris im Iran sowie auch alle Städte, an denen die Armee vorbei zog.
Des Weiteren war Matrakçı Nasuh auch ein guter Waffenschmied und unterrichtete über diese Waffen. Er und seine Schüler demonstrierten ihre Fähigkeiten bei der Beschneidungsfeier der Söhne Süleymans im August 1530, indem sie auf dem At Meydanı mit zwei beweglichen Festungen aus Papier gegeneinander antraten. Aufgrund dieser gelungenen Demonstration bekam er von Süleyman 1529 die Titel eines Ustads (Meister) und Reis’ verliehen. Sein Buch Tuhfet-ül Guzât behandelt die verschiedenen Waffen und Techniken für die Kavallerie und Infanterie. 1543 war er Angehöriger der Flotte unter Chair ad-Din Barbarossa, die König Franz I. gegen die Spanier zu Hilfe kam. Auch hier zeichnete Matrakçı Nasuh viele Städte entlang der Route.
In seinen letzten Lebensjahren war Matrakçı Nasuh anscheinend Mirahur – oberster Stallmeister des Palastes des Sultans.

### Ehrungen und Erbe
In seiner Heimatstadt werden ihm zu Ehren jährliche Konferenzen abgehalten, und er wird als bosnischer Leonardo da Vinci bezeichnet. Eine Straße in der Nähe des Heimatmuseums trägt seinen Namen (Matrakčijina).

## Werke
Mathematik
- Cemâlü'l-Küttâb ve Kemalü'l-Hisâb (1517)
- Umdetü'l-Hisâb (1533, überarbeitete Ausgabe des Cemâlü'l-Küttâb ve Kemalü'l-Hisâb)

Geschichte
- Mecmaü't-Tevârih (1520, Türkische Übersetzung der Chroniken des at-Tabarī. Drei Bände plus ein vierter späterer Band, der die osmanische Geschichte bis 1551 behandelt.)
- Süleymannâme (Mehrere Bände über die Herrschaftszeit Süleymans I., 1520–37, 1543–51 und 1542–1543)
  - Beyan-ı Menazil-i Sefer-ul Irakeyn (1537, Buch über den Feldzug gegen Persien zwischen den Jahren 1533 und 1536)
  - Fetihname-i Karabuğdan (1538, Buch über den Feldzüge nach Persien und Boğdan (Moldawien))
  - Tarih-i Feth-i Şikloş, Estergon ve İstolni Belgrad (Feldzug gegen Ungarn 1543)

Kampfkunst
- Tuhfet-ul Guzat (1530, Buch über verschiedene Kampfkünste)

## Galerie

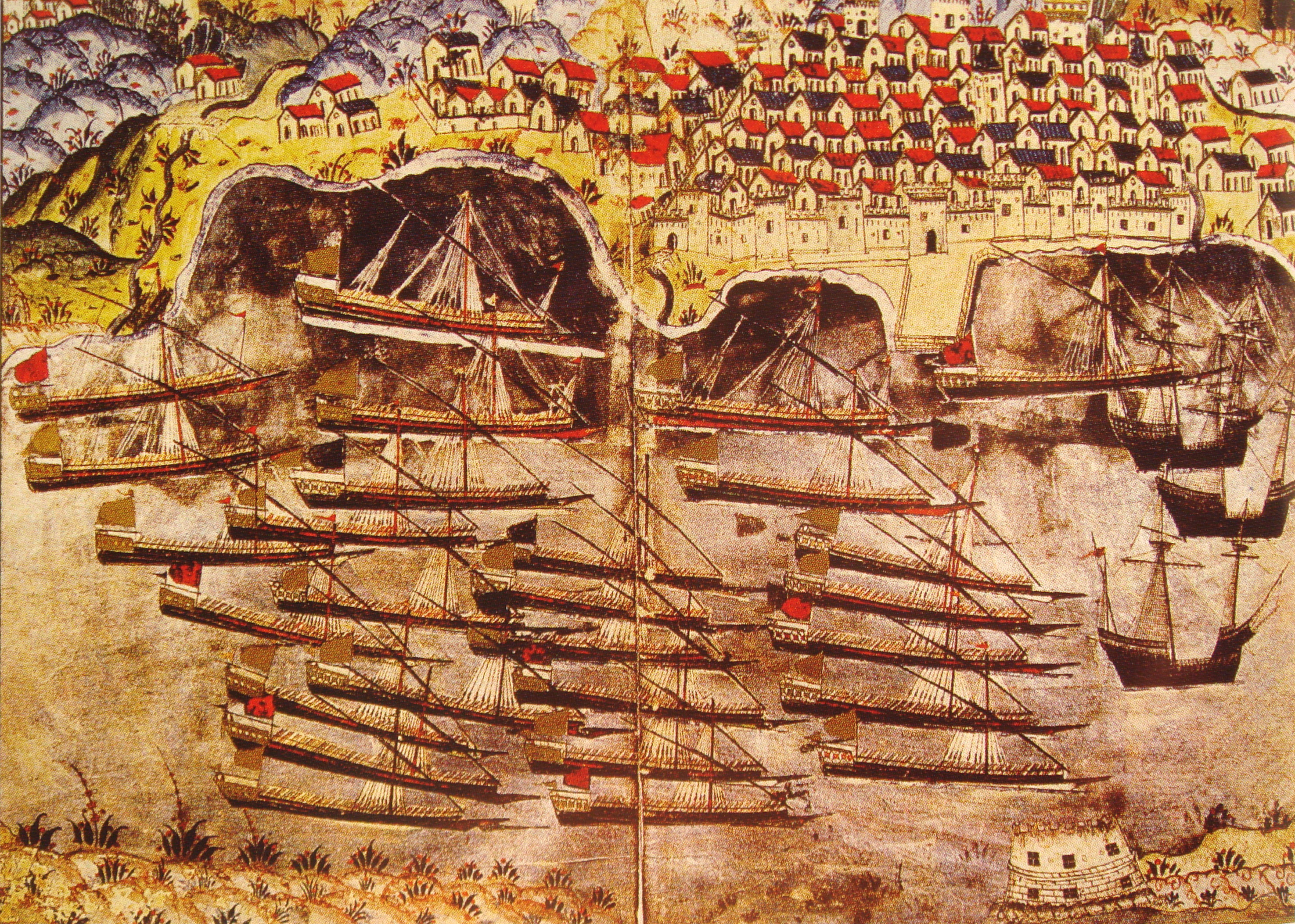
Die osmanische Flotte vor Toulon in 1543
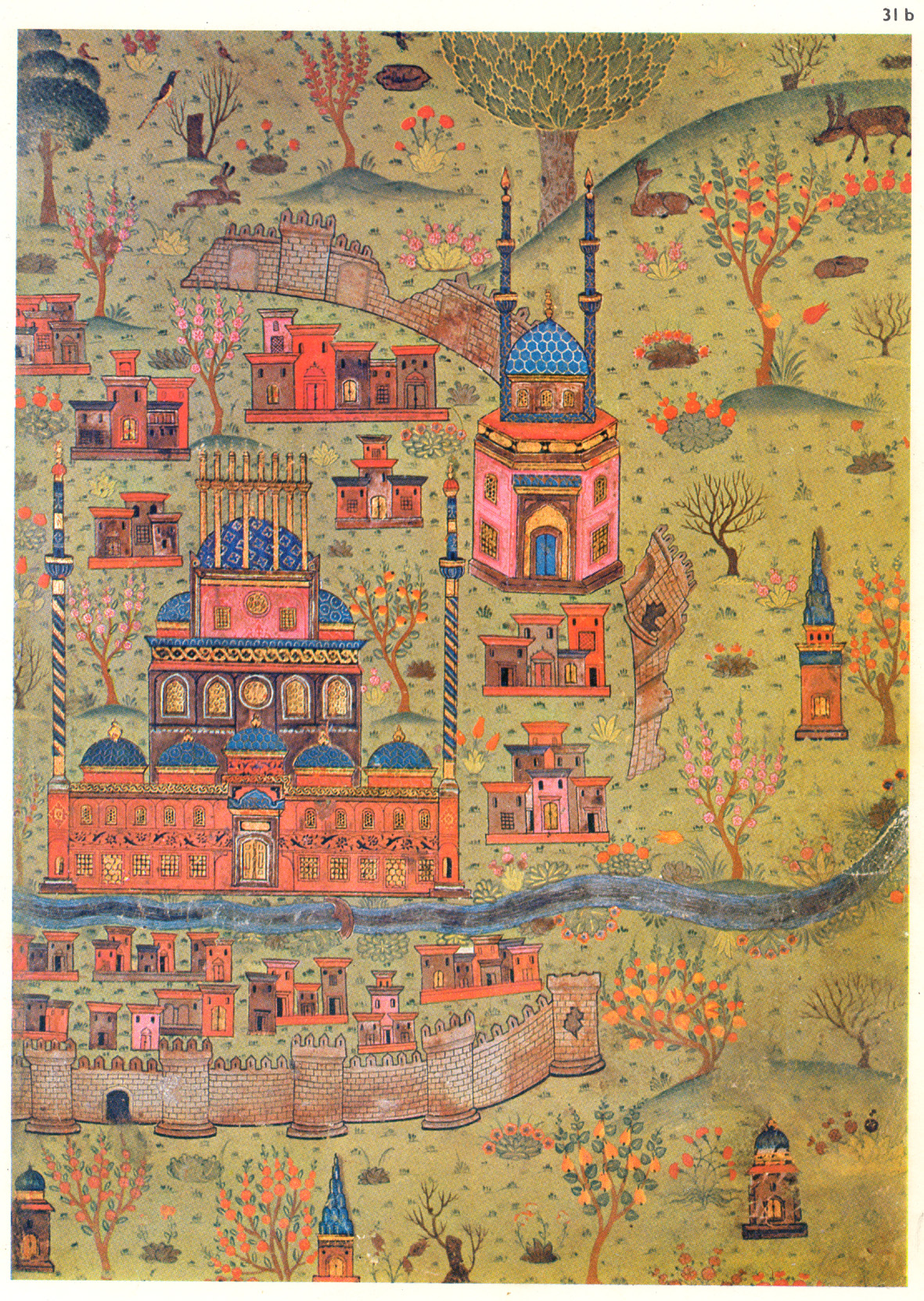
Die iranische Stadt Soltaniye aus dem 16. Jh.
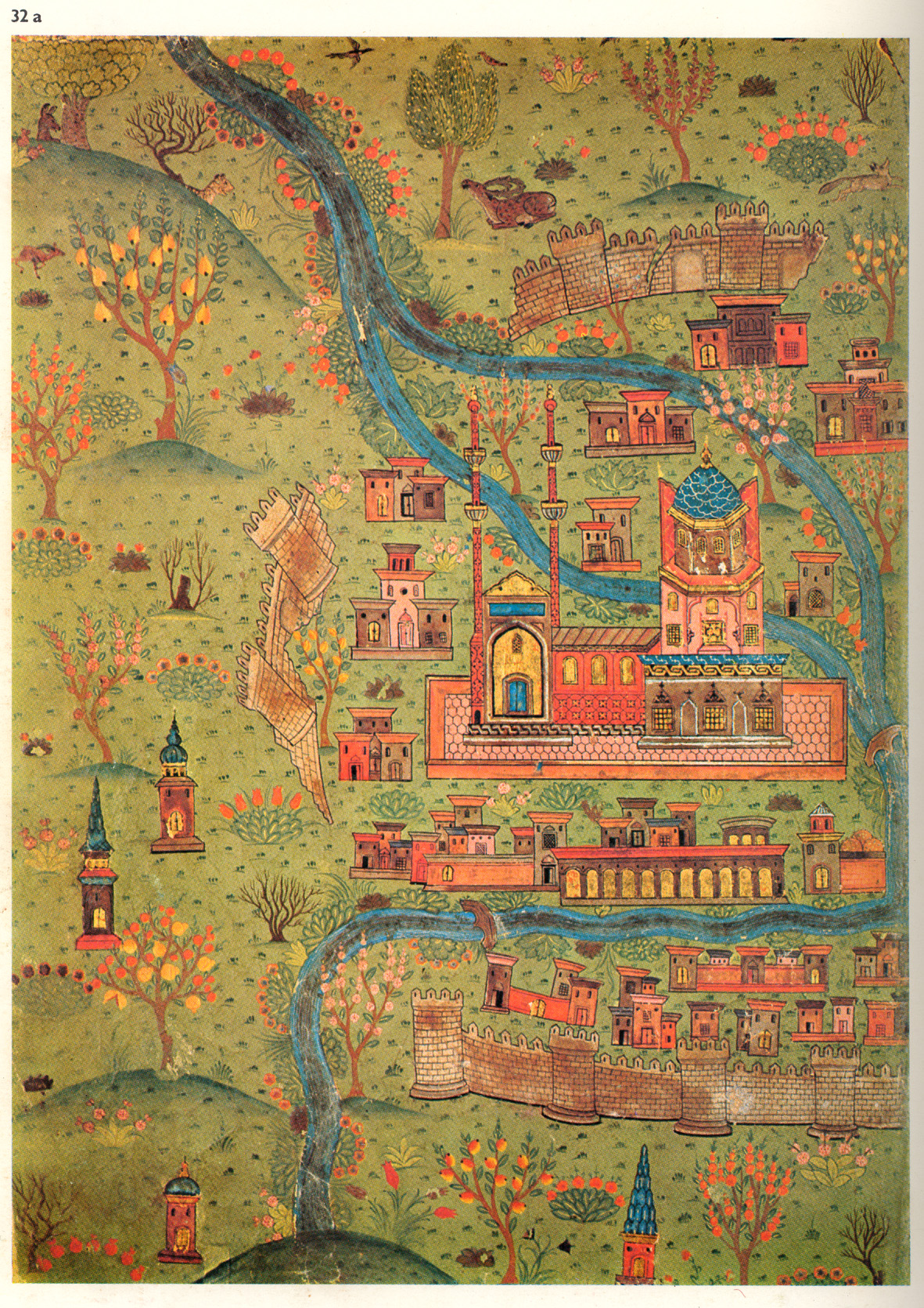
Die iranische Stadt Soltaniye aus dem 16. Jh.
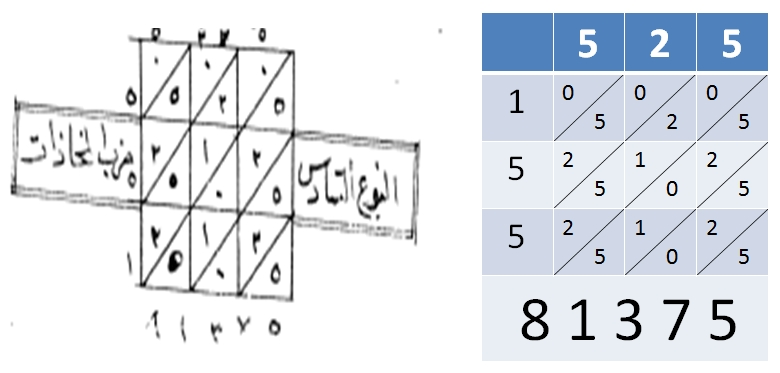
Matrakçıs Gittermultiplikation
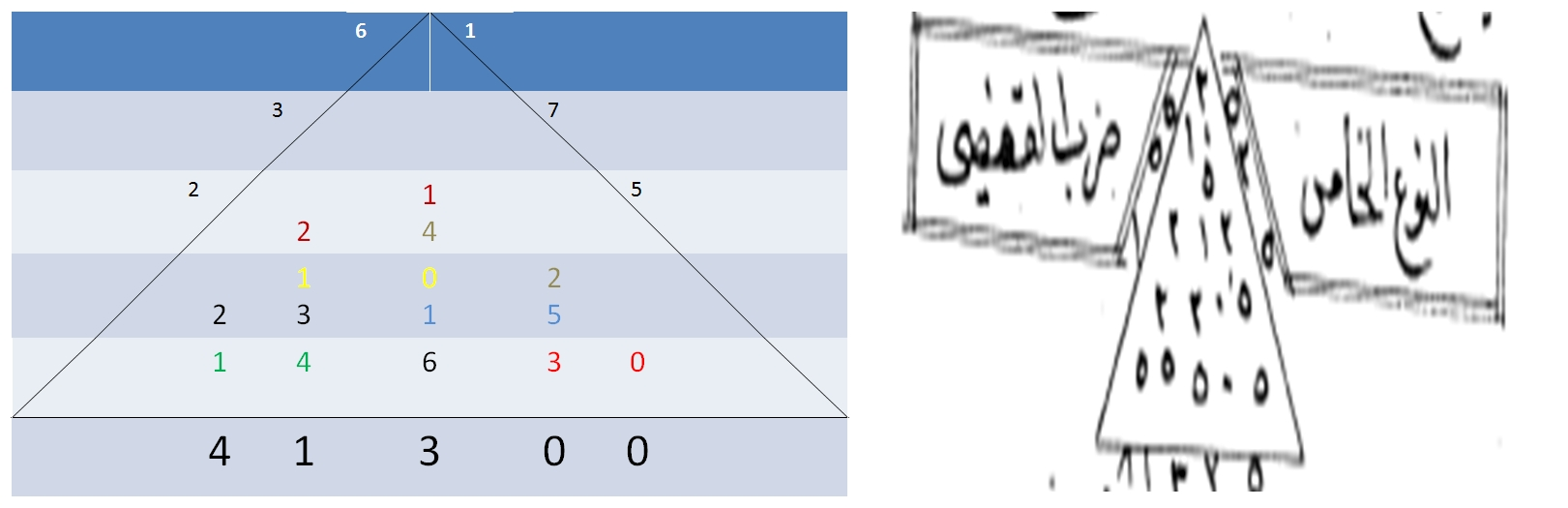
Eine andere Form der Gittermultiplikation